# واشنطن جوزيف
واشنطن جوزيف (5 يونيو 1950 في البرازيل - ) هو لاعب كرة سلة برازيلي في مركز هجوم صغير الجسم، شارك في بطولة كأس العالم لكرة السلة 1974 والألعاب الأولمبية الصيفية 1972 ودورة الألعاب الأمريكية 1971.

## وصلات خارجية
- واشنطن جوزيف على موقع الاتحاد الدولي لكرة السلة (الإنجليزية)
- واشنطن جوزيف على موقع سبورتس رفرنس (الإنجليزية)
- واشنطن جوزيف على موقع أوليمبيديا (الإنجليزية)